# Balogh család (ócsai)
Az ócsai Balogh család egy 17. századból eredő, magyar nemesi család.

## Története
A család előnevét a régente Pest-Pilis-Solt-Kiskun vármegyében fekvő Ócsa községről vette. Első ismert tagja Dániel kapitány, aki a XVII. században még Balassagyarmaton lakott. Két fia közül Jeromos török fogságba került, így a másik fiú, Mihály származtatta tovább a családot. Egy későbbi családtag, Pál, sógorával együtt Borsosberény és Szomolya községekre kapott nádori adományt. Mihály, 1770-ben Nógrád vármegye szolgabírája, míg Zsigmond 1670-ben ugyanennek a vármegyének a táblabírája volt. Péter, szintén nógrádi szolgabíró, majd 1783-ban helyettes alispán, ezután a hétszemélyes tábla ülnöke lett, majd az országgyűlésen is szerepelt mint vármegyéje követe. 1789-ben megválasztották az evangélikus egyház főgondnokának, 1802-ben pedig Zólyom vármegye főispánja és valóságos belső titkos tanácsos is lett. A család borsosberényi földesúri joga még a XIX. században is megvolt.

## Címere
Borovszky szűkszavúan írt a címert illetően:
Czímer: kékben, leveles aranykoronán, kiterjesztett szárnyú kétfejű fekete sas. Sisakdísz: paizsbeli sas.